# Passage Sainte-Élisabeth
Passage Sainte-Élisabeth är en gata i Quartier des Arts-et-Métiers i Paris 3:e arrondissement. Passage Sainte-Élisabeth, som börjar vid Rue du Temple 195 och slutar vid Rue de Turbigo 72, är uppkallad efter den närbelägna kyrkan Sainte-Élisabeth-de-Hongrie.

## Omgivningar
- Sainte-Élisabeth-de-Hongrie
- Square du Temple – Elie-Wiesel
- Rue Notre-Dame-de-Nazareth
- Rue du Vertbois
- Fontaine du Vert bois

## Bilder
| - Sainte-Élisabeth-de-Hongrie. - Square du Temple – Elie-Wiesel. - Fontaine du Vert bois. |

## Kommunikationer
- Tunnelbana – linje  – Temple
- Busshållplats Turbigo – République – Paris bussnät, linje 20 75 N12 N23

### Webbkällor
- ”Passage Sainte-Élisabeth”. Mairie de Paris. http://www.v2asp.paris.fr/commun/v2asp/v2/nomenclature_voies/Voieactu/9039.nom.htm. Läst 16 april 2021.
- ”Passage Sainte-Élisabeth”. Les rues de Paris. https://www.parisrues.com/rues03/paris-03-passage-sainte-elisabeth.html. Läst 16 april 2021.